# Neonesidea gerda
Neonesidea gerda är en kräftdjursart som först beskrevs av Benson och G. L. Coleman II 1964.  Neonesidea gerda ingår i släktet Neonesidea och familjen Bairdiidae. Inga underarter finns listade i Catalogue of Life.